# Lake Butler
Lake Butler es un lugar designado por el censo ubicado en el condado de Orange en el estado estadounidense de Florida. En el Censo de 2010 tenía una población de 15.400 habitantes y una densidad poblacional de 298,12 personas por km².

## Geografía
Lake Butler se encuentra ubicado en las coordenadas 28°28′46″N 81°32′33″O / 28.47944, -81.54250. Según la Oficina del Censo de los Estados Unidos, Lake Butler tiene una superficie total de 51.66 km², de la cual 31.64 km² corresponden a tierra firme y (38.76%) 20.02 km² es agua.

## Demografía
Según el censo de 2010, había 15.400 personas residiendo en Lake Butler. La densidad de población era de 298,12 hab./km². De los 15.400 habitantes, Lake Butler estaba compuesto por el 79.95% blancos, el 6.61% eran afroamericanos, el 0.16% eran amerindios, el 9.36% eran asiáticos, el 0.04% eran isleños del Pacífico, el 1.62% eran de otras razas y el 2.27% pertenecían a dos o más razas. Del total de la población el 11.18% eran hispanos o latinos de cualquier raza.